# Milotski Breg
 Milotski Breg  (olaszul: Montemillotti) falu Horvátországban, Isztria megyében. Közigazgatásilag Gračišćéhez tartozik.

## Fekvése
Az Isztriai-félsziget közepén, Pazintól 9 km-re délre, községközpontjától 8 km-re délnyugatra a Žminjból Pićan felé menő út mellett fekszik.

## Története
A településnek 1880-ban 228, 1910-ben 309 lakosa volt. Az első világháború után Olaszország része lett, majd a második világháborút követően Jugoszláviához csatolták. Jugoszlávia felbomlása után 1991-ben a független Horvátország része lett. Lakói főként mezőgazdasággal és állattartással foglalkoztak. 2011-ben 91 lakosa volt.

## Lakosság
| Lakosság változása | Lakosság változása | Lakosság változása | Lakosság változása | Lakosság változása | Lakosság változása | Lakosság változása | Lakosság változása | Lakosság változása | Lakosság változása | Lakosság változása | Lakosság változása | Lakosság változása | Lakosság változása | Lakosság változása | Lakosság változása |
| ------------------ | ------------------ | ------------------ | ------------------ | ------------------ | ------------------ | ------------------ | ------------------ | ------------------ | ------------------ | ------------------ | ------------------ | ------------------ | ------------------ | ------------------ | ------------------ |
| 1857               | 1869               | 1880               | 1890               | 1900               | 1910               | 1921               | 1931               | 1948               | 1953               | 1961               | 1971               | 1981               | 1991               | 2001               | 2011               |
| 0                  | 0                  | 228                | 248                | 273                | 309                | 0                  | 0                  | 317                | 300                | 245                | 185                | 156                | 123                | 113                | 91                 |